# Ferdinand (Brauerei)

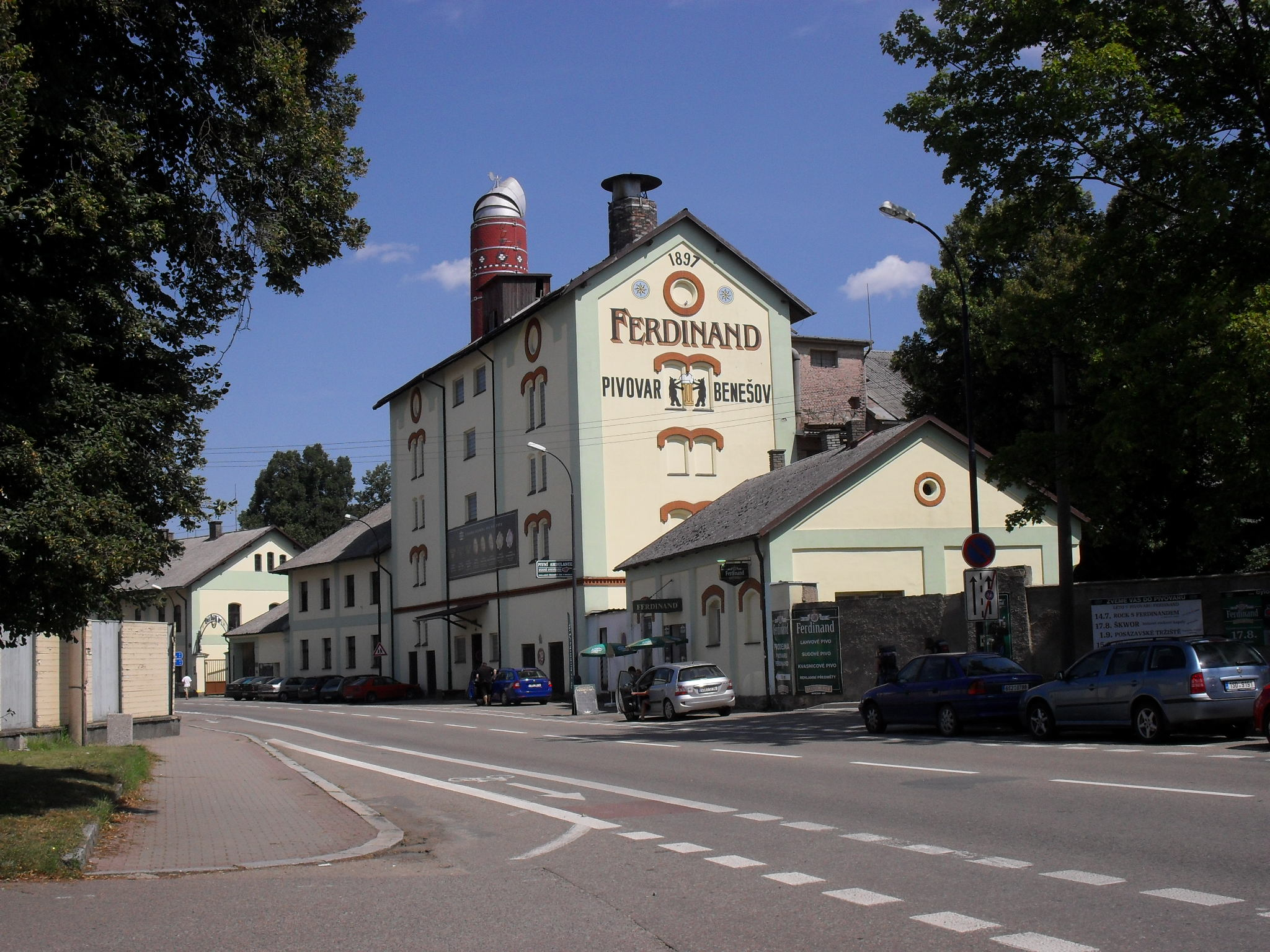
Die Brauerei in Benešov

Die Brauerei Ferdinand befindet sich in der tschechischen Stadt Benešov (deutsch: Beneschau) südlich von Prag. Sie hat eine Jahresproduktion von ca. 50.000 Hektolitern. Die Brauerei unterhält auch eine eigene Mälzerei.

## Geschichte
Benannt ist die Brauerei nach dem Österreichischen Erzherzog und Thronfolger Franz Ferdinand. Dieser verlegte sie 1897 aus Konopiště (deutsch: Konopischt) dorthin. Bis zum Ausbruch des Ersten Weltkrieges erreichte die Brauerei bereits einen Ausstoß von 50.000 bis 60.000 hl. In der Zwischenkriegszeit konnte der Ausstoß stark erhöht werden, 1944 braute man 120.000 hl. 1956 wurde die Brauerei verstaatlicht. Der Ausstoß wuchs bis 1992 kontinuierlich, damals wurden 233.712 hl gebraut.

## Produkte der Brauerei
- Helles Schankbier 10°
- Helles Lager 11°
- Premium Lager 12°
- Helles Speziallager Max 11°
- Dunkles Lager 11°

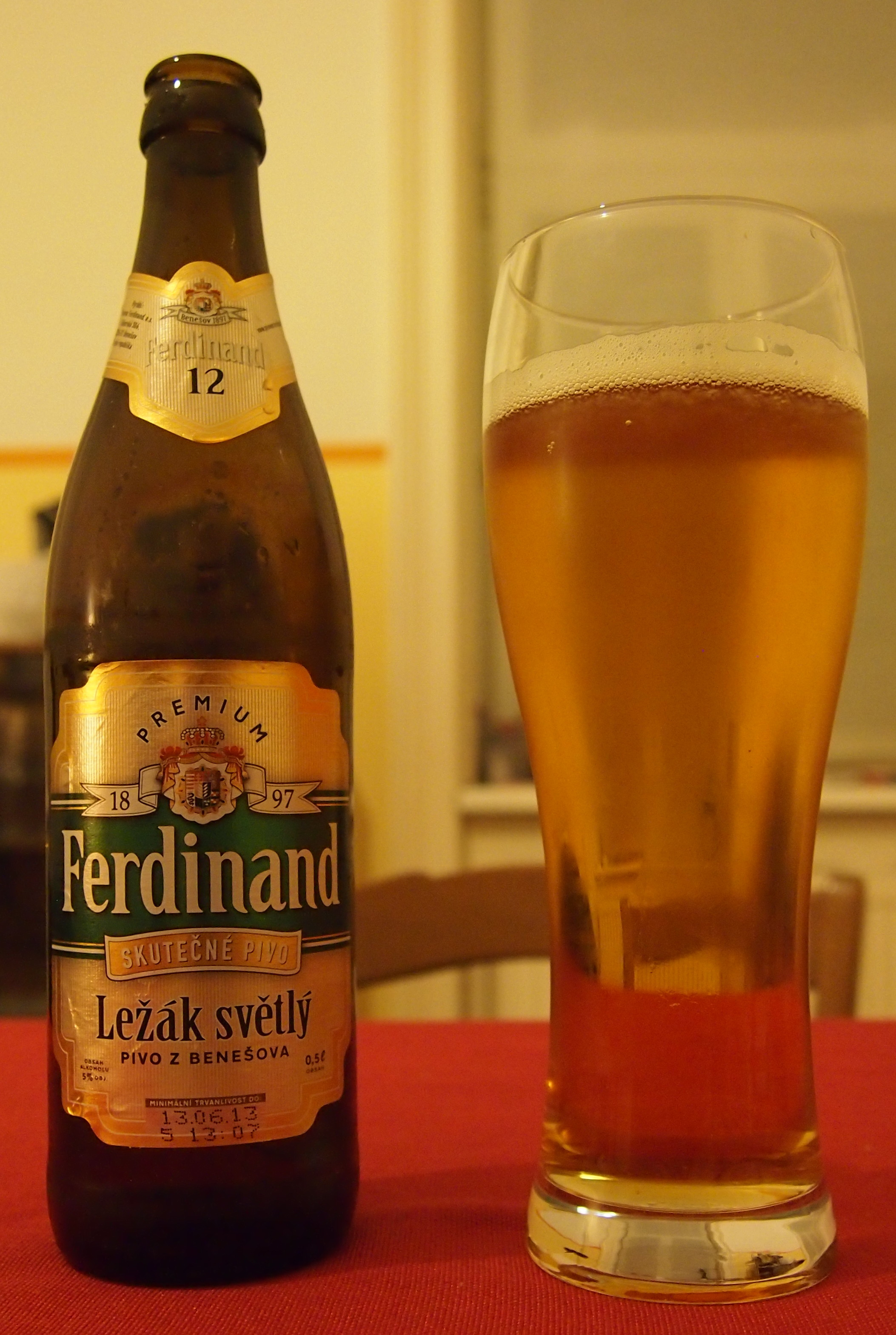
12° Premium Lager Ferdinand

- Sedm Kulí (Sieben Kugeln; Amber-Spezialbier) 13°
- Helles Spezialbier d’Este 15°
- Alkoholfreies Bier
- Ferdináda (Limonade)
- Malz